# Anouar Bou-Sfia
 (juin 2018).
Si vous disposez d'ouvrages ou d'articles de référence ou si vous connaissez des sites web de qualité traitant du thème abordé ici, merci de compléter l'article en donnant les références utiles à sa vérifiabilité et en les liant à la section « Notes et références ».
Anouar Bou-Sfia, est un footballeur belge, né le 19 novembre 1982 à Tamise. Il évolue au KVV Zelzate au poste de milieu défensif.

## Biographie
Avec le club du KSK Beveren, il joue 37 matchs en première division belge, et deux en Ligue Europa.